# Tatarak (2009)

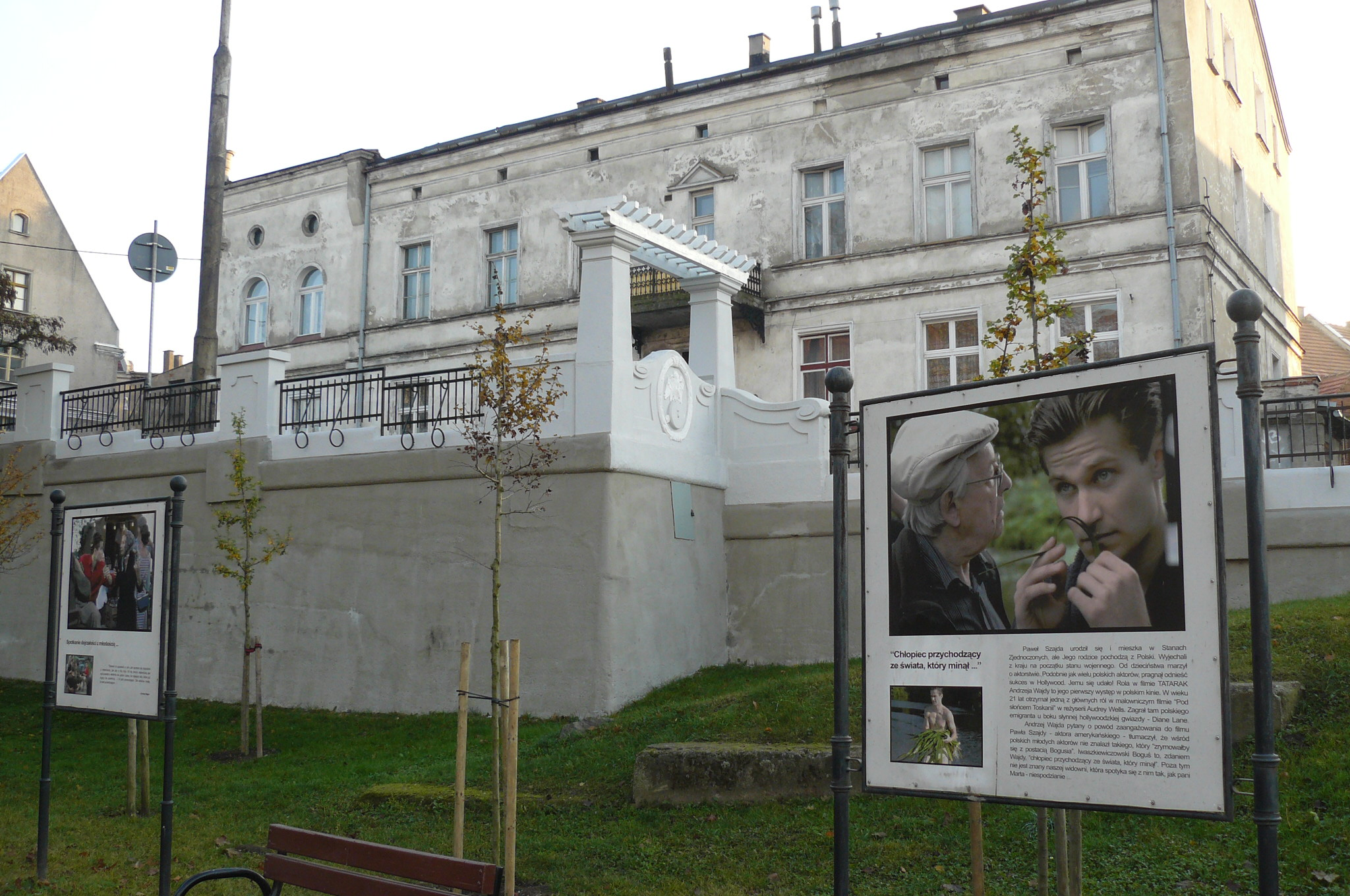
Fototentoonstelling in Grudziądz. In dit dorp is de film Tatarak opgenomen. De fototentoonstelling is hieraan gewijd.

Tatarak is een Poolse dramafilm uit 2009 onder regie van Andrzej Wajda.

## Verhaal
De vrouw van een arts voelt zich langzaamaan ouder worden. Ze heeft een hekel aan haar saaie leventje en vraagt zich af of ze wel de juiste keuzes heeft gemaakt. Wanneer ze Bogus leert kennen, wordt ze opnieuw verliefd.

## Rolverdeling
- Krystyna Janda: Marta
- Paweł Szajda: Bogus
- Jan Englert: Arts
- Jadwiga Jankowska-Cieślak: Vriendin van Marta
- Julia Pietrucha: Halinka
- Roma Gąsiorowska: Conciërge
- Krzysztof Skonieczny: Stasiek